# Quartus supra vigesimum
Quartus supra vigesimum è un'enciclica di papa Pio IX, pubblicata il 6 gennaio 1873, sulla situazione della Chiesa cattolica armena e alcuni gravi dissidi interni e dissensi nei confronti della Santa Sede.